# واردان میلیتوسیان (وزنه‌بردار، زاده ۱۹۵۰)
واردان ایشخانی میلیتوسیان (ارمنی: Վարդան Իշխանի Միլիտոսյան؛ زاده ۸ ژوئن ۱۹۵۰ – درگذشته ۲۹ آوریل ۲۰۱۵) وزنه‌بردار سابق اهل ارمنستان بود

## زندگی‌نامه
میلیتوسیان در لنیناکان، ارمنستان شوروی (اکنون گیومری، ارمنستان) شهری که بخاطر وزنه‌بردارانش که در سطح جهانی مشهور هستند به دنیا آمد. وی در سال ۱۹۶۴ ورزش وزنه‌بردار زیر نظر «هاکوب فارادژیلنا» شروع کرد. وی در سال ۱۹۷۵ به عضو تیم ملی شوروی درآمد. وی در بازی‌های المپیک و قهرمانی جهان برنده نشان‌های نقره و در قهرمانی اروپا صاحب مدال‌های طلا شد. میلیتوسیان در دوران ورزشی خویش چهار رکورد جهانی در حرکات یک‌ضرب و دو ضرب به ثبت رسانید.
ایسرائل میلیتوسیان پسر عموی می‌باشد
واردان میلیتوسیان در ۲۹ آوریل ۲۰۱۵ پس از یک دوره طولانی مدت بیماری درگذشت.